# Oliba Cabreta
Oliba I de Cerdanya-Besalú, conegut amb el sobrenom de Cabreta (~ 920 - Montecassino, 990), fou comte de Cerdanya amb el pagus de Berga i Conflent (965 - 988) i comte de Besalú amb el pagus de Vallespir (984-988), càrrecs als quals va renunciar i es va retirar a l'Abadia de Montecassino, on va morir dos anys més tard.

## Sobrenom
El primer esment sobre el comte Oliba amb el sobrenom «cabreta» apareix a la Gesta Comitum Barchinonensium i s'explica «perquè quan era despagat o mogut contra alcun menava son peu, e era semblant que cavàs la terra». A finals del segle xiv és esmentat en la Crònica de Sant Joan de la Penya, on el cronista explica que quan el comte era airat «sempre movia l'un peu en semblança de cabreta qui vol cavar», i tanmateix és esmentat així en el Flos mundi (segle xv). Pere Tomich, a mitjans del mateix segle xv, afegeix un altre motiu a l'àlies: «Jamés podia parlar si primer no donava colps ab lo peu en terra IIII o V vegades, així com si fos cabra». A finals del mateix segle s'afegeix que no era ben catòlic en el sentit de tenir algun problema de salut. Les afirmacions de la historiografia medieval han estat interpretades per autors posteriors com que Oliba era tartamut i li calia realitzar aquests gestos de gratar amb el peu a terra per poder parlar.

## Família
Oliba fou el tercer fill del comte Miró II de Cerdanya (878-927) i d'Ava de Cerdanya (?-961), els quals tingueren quatre fills i quatre filles.
- Sunifred II (v. 915 - Cuixà, 968)
- Guifré II (? - 957)
- Oliba Cabreta
- Miró Bonfill (?- Girona 984)
- Quixilona, muller d'Ajalbert
- Goltregoda, muller de Llop comte de Pallars
- Guilinda
- Sesenauda.

Cap a l'any 966 Oliba es va casar amb Ermengarda d'Empúries, filla del comte Gausbert, amb la qual tingué cinc fills:
- Bernat Tallaferro (~970 - 1020), comte de Besalú i comte de Ripoll
- Guifré II de Cerdanya (970 - 1050), comte de Cerdanya i Comte de Conflent.
- Abat Oliba (971 - 1046), comte de Berga i comte de Ripoll
- Berenguer (?-1003), bisbe d'Elna
- Adelaida de Cerdanya (?-1024), casada amb Joan d'Oriol, senyor de Sales

A més a més, Oliba Cabreta tingué una filla il·legítima, Ingilberga de Cerdanya, d'una dama també anomenada Ingilberga, la qual era muller d'Ermemir de Besora. Aquesta filla seria la sisena i darrera abadessa del monestir de Sant Joan de les Abadesses entre el 996 i el 1017.

## Oliba comte conjuntament amb els seus germans

Mapa dels comtats catalans

La descomposició del poder carolingi, esdevinguda durant el darrer quart del segle ix, va permetre que, a la mort de Guifré el Pilós (897), els seus fills n'heretessin els comtats sense que els els concedís el rei franc. La transmissió hereditària dels comtats era una pràctica il·legal que, a més de negligir l'autoritat del rei, convertia un càrrec públic en patrimoni familiar; d'ací que a finals del segle ix no hi hagués establert un criteri per determinar com s'havia de dur a terme la successió. Per això, en un primer moment, els fills de Guifré el Pilós (Guifré Borrell, Miró, Sunifred i Sunyer) van optar per governar conjuntament tots els dominis del seu pare i administrar-los sota presidència del primogènit, Guifré Borrell. Aviat, però, quan cadascun dels comtes co-governants tingué descendència, calgué abandonar la idea d'herència conjunta i, llavors, cada fill transmeté individualment als seus hereus la part del conjunt comtal que regia: Guifré Borrell, juntament amb Sunyer, Barcelona, Girona i Osona; Sunifred, Urgell; i Miró II (897-927), Cerdanya, i els pagus de Conflent, Berga i Vallespir. A més, a la mort del seu oncle Radulf, germà petit de Guifré el Pilós (913), Miró II també va esdevenir comte de Besalú a canvi de renunciar a les seves aspiracions sobre el comtat de Barcelona.
Miró II va morir l'any 927, després d'haver nomenat usufructuària del patrimoni comtal la seva esposa, ja que els fills eren menors d'edat; després d'ella, deixà el comtat «in potestate de filios mees legitimes», però no va assenyalar cap part determinada a cadascun dels fills. Això, de facto, determinava l'heretatge indivís i el govern conjunt dels quatre fills. La comtessa Ava tutelà i administrà els comtats en la infància dels fills. Oliba apareix documentat per primera vegada el 936 comprant unes terres del Vallespir amb la seva mare. D'ençà l'any 941 els fills assumiren les funcions comtals signant conjuntament els documents com Sunifred comte, Guifré comte, Oliba comte i Miró levita.
L'any 942 Sunifred II ja governava de manera independent el comtat de Cerdanya amb els pagus de Berga i Conflent. Poc temps després el segon fill, Guifré II, es feu càrrec del comtat de Besalú. L'any 952 els germans van rebre solidàriament del rei de França Lluís d'Ultramar l'adjudicació dels béns d'Unifred, vescomte de Conflent, culpable de traïció, i tots quatre van participar en la fundació del monestir benedictí de Sant Pere de Camprodon (952). En aquest moment Oliba ajudava Sunifred en el govern i per exemple ambdós assistiren el 953 a la consagració de l'església de Sant Germà de Cuixà. El 957 es produeix a Besalú una revolta nobiliària, liderada per un clergue anomenat Adalbert i en la qual segurament hi estaven implicats els fills de l'antic comte Radulf; culminà en l'assassinat de Guifré II. Sunifred va aconseguir dominar l'alçament i confiscà els béns dels revoltats. El 958 els comtes Sunifred II i Oliba Cabreta i la comtessa Ava actuaren com a marmessors del difunt i Sunifred adjunta als seus comtats els de Besalú i Vallespir. Durant aquests anys, Sunifred II i Oliba I feren donacions a Isarn, vescomte de Conflent (959), i juntament amb Miró Bonfill permutaren béns amb l'abadessa Fredeburga de Sant Joan de les Abadesses (964).

## Vida política
Sunifred II mor sense fills el 965 i Oliba esdevé comte de Cerdanya. Miró, encara fadrí, esdevé comte de Besalú i Vallespir en dependència del germà gran (en alguns documents Miró el qualifica com a seniore meo et fratris). A la mort de Miró (984), Oliba Cabreta reunirà altra vegada el govern dels comtats de Cerdanya i de Besalú.
Oliba no va escatimar esforços en la propagació del monaquisme i organitzar i protegir l'Església de la seva diòcesi, ja que així protegia i organitzava l'autoritat del seu llinatge. D'aquesta manera, potenciant els monestirs es suplia la mancança d'una seu episcopal pròpia i es limitava el poder de les diòcesis foranes amb jurisdicció a la Cerdanya: Elna i Urgell. Així, el desembre de l'any 968 juntament amb l'abat Garí de Cuixà emprengué un viatge a Roma on el papa Joan XIII els atorgà dues butlles per als monestirs d'Arles i Cuixà. El 974 Oliba i el seu germà Miró II, entre altres magnats, presidiren la cerimònia de consagració dels set altars de la nova església de Sant Miquel de Cuixà; també ambdós feren donacions a Ripoll (975 i 981), fundaren el cenobi de Santa Maria i Sant Urbici de Serrateix (977) en el pagus de Berga, assistiren a la consagració de la nova basílica de Ripoll (977) amb el comte Borrell II de Barcelona, i fundaren el monestir de Sant Pere de Besalú (977).
Vers el 979, Oliba envaí les terres del comte Roger I de Carcassona, potser al·legant certs drets de sobirania com a descendent dels antics comtes de Carcassona-Rasès. La superioritat militar d'Oliba va fer que el conflicte es resolgués amb la cessió del Capcir a la Cerdanya juntament amb les terres de Salt, Fenollet, Donasà i Perapertusa, lloc on manà construir el Castell de Perapertusa el 980. Poc temps més tard (entre 979-981), en la regió propera a la marca de Solsona els vicaris dels castells de Viver i d'Estela (entre Puig-reig i Cardona) dirigiren un alçament que fou ràpidament sufocat.
L'any 978, Garí, abat de Cuixà, convenç Pere Ursèol, dux de Venècia el qual, apesarat per l'oposició que li feien els partidaris del seu antecessor, accepta retirar-se al monestir de Sant Miquel de Cuixà on coincideix amb sant Romuald, que hi feia vida d'eremita. Sembla que Oliba hi va fer coneixença i per influència de sant Romuald i dels venecians va abdicar i pel febrer de 988 es retirà al monestir italià de Montecassino, on degué fer vida monacal i on segurament morí. Durant la minoria d'edat dels seus fills, la seva dona Ermengarda va actuar com a regent.
El seu suposat exili i mort, més o menys admès per la historiografia moderna, és una qüestió desconcertant, ja que tota la historiografia medieval el suposa enterrat a Ripoll i ignora el viatge a Montecassino. Així s'esmenta per exemple a la Gesta Comitum Barchinonensium, escrita a Ripoll poc més de 100 anys després de la mort del seu fill, l'abat Oliba. De fet, a principis del segle xvi se'l suposa mort juntament amb Borrell II de Barcelona a la batalla de Rovirans contra els sarraïns i al monestir de Santa Maria de Serrateix es conserva el seu suposat sepulcre a l'entrada esquerra de l'absis, que possiblement li fos atribuït per ser el gran impulsor d'aquest cenobi.